# Янц, Блаж
Блаж Янц (словен. Blaž Janc; род. 20 ноября 1996, Брежице) — словенский гандболист, правый крайний клуба «Барселона» и сборной Словении. Бронзовый призёр чемпионата мира 2017 года.

## Карьера

### Клубная карьера
Блаж Янц начал свою профессиональную карьеру в 2012 году в словенском клубе «Целе». С сезона 2017/18 выступал за польский клуб «Виве». В 2020 году перешёл в «Барселону».

### В сборной
Блаж Янц выступает за сборную Словении и сыграл за сборную 12 матчей и забросил 51 мяч. Выступал на летних олимпийских играх 2016.

## Достижения
- Чемпион Словении: 2014, 2015, 2016, 2017
- Обладатель Кубка Словении: 2013, 2014, 2015, 2016, 2017
- Обладатель Суперкубка Словении: 2014, 2015, 2016
- Бронзовый призёр чемпионата мира: 2017

## Статистика
Статистика Блажа Янца в сезоне 2018/19 указана на 31.5.2019
| Сезон        | Клуб               | Лига       | Матчи | Голы | 7-метр | Голы |
| ------------ | ------------------ | ---------- | ----- | ---- | ------ | ---- |
| 2017/18      | Виве Кольце Таурон | Экстралига | 33    | 134  |        |      |
| 2018/19      | Виве Кольце Таурон | Экстралига | 28    | 152  |        |      |
| 2018—по н.в. | Итого              | Экстралига | 61    | 286  |        |      |